# Ratolí africà d'orelles llargues
El ratolí africà d'orelles llargues (Malacothrix typica) és un rosegador de la subfamília dels dendromurins. Viu al sud d'Àfrica i és l'única espècie del gènere Malacothrix. Tot i que no se l'observa gaire sovint, segons la Unió Internacional per a la Conservació de la Natura (UICN) la seva situació és estable. És classificat com a espècie en risc mínim.

## Descripció
Aquest rosegador té una forma típica de ratolí. Té una llargada corporal d'entre 65 i 95 mm i una cua d'entre 28 i 42 mm. El pes varia entre 7 i 10 grams. Tal com indica el seu nom, té les orelles llargues, entre 14 i 21 mm. El pelatge de la part superior és de color gris fins a marró vermell. Puntes dels pèls de color negre són visibles en menor o major mesura. A la part inferior, el pelatge és de color gris clar fins a blanc. El ratolí africà d'orelles llargues té quatre dits a cada pota. Els peus manquen de pèl a la seva part superior.

## Distribució i hàbitat
El ratolí africà d'orelles llargues viu al sud d'Angola, Namíbia, Botswana i Àfrica del Sud. Es troba sobretot a sabanes, semideserts i matollars.

## Ecologia
Tot i que aquesta espècie pertany a la subfamília dels ratolins arborícoles, passa la major part del temps a terra. Excava túnels amb una cambra al final, que assoleix una profunditat de fins a 120 cm. La cambra està coberta amb herba i plomes d'ocell. El ratolí africà d'orelles llargues és actiu de nit i s'allunya fins a 4 km del seu cau per buscar menjar. La seva dieta inclou sobretot les parts verdes de les plantes i llavors.
La reproducció es produeix sobretot entre l'agost i el març i desemboca en diverses ventrades per any. Als altres mesos, els mascles i les femelles viuen sols. La gestació dura entre 22 i 26 dies i amb cada ventrada neixen entre 2 i 7 cries. Al principi estan nus i cecs i pesen 1,1 grams. Mamen durant un mes i assoleixen la maduresa sexual després de 51 dies de mitjana. La primera ventrada té lloc 50 a 70 dies més tard.